# Lucea
Lucea és una ciutat de Jamaica, capital de la parròquia de Hanover, situada al nord-oest del país, a les costes del mar Carib.

## Població
La població d'aquesta ciutat jamaicana es troba composta per un total de cinc mil nou-centes noranta-sis persones, segons el cens de 2010.